# Muzică country
Country este un gen muzical apărut în anii 1920 în sudul SUA (termenul a fost adoptat în 1949, pentru a înlocui termenul muzică hillbilly). Își are originea în muzica irlandeză, însă are influențe și din alte genuri, cum ar fi Bluegrass, blues sau gospel.

## Istoric
Începând cu anii 1950 se simt și puternice influențe de rock and roll, precum și a altor genuri ulterioare de rock. Din primul val al muzicii country merită amintiți Fiddlin' John Carson, Vernon Dalhart, Riley Puckett, Don Richardson, Ernest Stoneman, Charlie Poole and the North Carolina Ramblers și The Skillet Lickers. Genul a fost apoi modelat și adus în forma în care îl cunoaștem astăzi de Jimmie Rodgers și de familia Carter. Un alt simbol al muzicii country a fost Hank Williams.

## Subgenuri și artiști
- Alternative country
  - Wilco, Ryan Adams, Neko Case
- Bakersfield sound
  - Buck Owens, Merle Haggard
- Bluegrass
  - Nickel Creek, Alison Krauss
- Country gospel/Christian country
- Country pop
  - Martina McBride, Toby Keith, Keith Urban, Tim McGraw, Taylor Swift, Carrie Underwood
- Cowpunk
  - The Meat Puppets, Hank Williams III
- Country rock/Southern rock
  - Lynyrd Skynyrd, The Allman Brothers Band, Creedence Clearwater Revival, Alabama, Eagles
- Country soul
  - Solomon Burke, Mavis Staples
- Deathcountry
- Honky-tonk
  - Hank Williams, Dwight Yoakam
- Instrumental country
- Lubbock sound
  - Buddy Holly, The Crickets
- Nashville sound
  - Jim Reeves, Eddy Arnold, Patsy Cline, Loretta Lynn
- Neotraditional country
  - George Strait, Alan Jackson
- Outlaw country
  - Johnny Cash, Willie Nelson, Waylon Jennings, David Allan Coe
- Red dirt
  - Cross Canadian Ragweed
- Western swing
  - Bob Wills, Asleep at the Wheel, The Hot Club of Cowtown